# Роберто Ванначчі
Роберто Ванначчі (італ. Roberto Vannacci, нар. 20 жовтня 1968, Ла-Спеція) — італійський генерал, колишній командувач силами спеціального призначення. Протягом своєї військової кар'єри брав участь у бойових операціях по всьому світу, обіймав вищі командні посади та очолював італійський контингент в Іраку, займаючись підготовкою іракських сил безпеки.

## Біографія

### Освіта
Роберто Ванначчі закінчив Військову академію в Модені та Школу прикладних наук в Турині. Здобув три ступені магістра зі стратегічних наук в Туринському університеті, з міжнародних і дипломатичних наук в Університеті Трієста і з військових наук в Бухарестському університеті. Закінчив магістратуру другого рівня зі стратегічних наук в Туринському університеті та зі стратегічно-військових міжнародних досліджень у співпраці з Міланським католицьким університетом та Університетом LUISS в Римі.

### Військова кар'єра
Після Академії вступив до 9-го парашутно-десантного штурмового полку «Полковник Москін» (італ. Col Moschin) і брав участь у місіях в Сомалі, Руанді, Ємені та Іраку. Командував оперативною групою спеціального призначення в Іраку (2005—2006 рр.) та оперативною групою 45 в Афганістані, брав участь у численних операціях проти повстанців. Командував парашутно-десантною бригадою «Фольгоре» (італ. Brigata paracadutisti "Folgore") та обіймав ключові посади в НАТО.
З 2020 року працював аташе з питань оборони в італійському дипломатичному представництві в Москві, але був оголошений російською владою «персоною нон ґрата» через напружені відносини між Італією та Росією, спричинені російським вторгненням в Україну.
У 2023 році став командувачем Географічного військового інституту (італ. Istituto Geografico Militare) у Флоренції. Того ж року він опублікував суперечливу книгу під назвою «Світ догори дном» (італ. Il Mondo al Contrario), яка була розкритикована деякими журналістськими джерелами за гомофобський та сексистський зміст. Після суперечок і дистанціювання з боку міністра оборони, він був відсторонений від командування інститутом і переведений в інше місце.